# 罗什科数
罗什科数（Roshko number，Ro）是流體動力學中描述振盪流的無量綱，得名自美國航空學教授阿纳托尔·罗什科，罗什科数的定義如下：
{\displaystyle \mathrm {Ro} ={fL^{2} \over \nu }=\mathrm {St} \,\mathrm {Re} }
其中
- St 為無量綱的斯特勞哈爾數。
- Re 為雷諾數。
- f 為渦旋脫落（英语：vortex shedding）的頻率。
- L 為特徵長度（例如水力半徑）。
- ν 為流體動黏度。

## 外部連結
- On the Development of Turbulent Wakes From Vortex Streets （页面存档备份，存于） PhD. Thesis by Anatol Roshko (hosted on Caltech Site).